# Натанијел Блис
Свештеник Натанијел Блис (енгл. Nathaniel Bliss; 28. новембар 1700 — 2. септембар 1764) је био енглески астроном из осамнаестог века, као и четврти британски Краљевски астроном у периоду од 1762. до 1764. године.

## Живот
Блис је рођен у селу Котсволдс у округу Глукестершајер, а студирао је на Пемброк колеџу при Универзитету у Оксфорду. Стекао је диплому основних академских студија 1720. године, а диплому магистарских студија 1723. године.
Био је ректор цркве Свете Еб у Оксфорду, те је и наследио Едмунда Халеја на месту професора геометрије на Универзитету у Оксфорду 1742. године, а исте године је и примљен за члана Краљевског друштва. Наследио је Џејмса Бредлија, те је постао четврти Краљевски астроном 1762. године, али је на овом положају остао сувише кратко да бисмо могли да му припишемо икаква важна достигнућа.
Умро је у Оксфорду, али је сахрањен у близини Халеја у дворишту цркве Свете Маргарет Ли у североисточном делу Лондона.